# Río Guainía
Río Guainía är ett vattendrag i Colombia, på gränsen till Venezuela. Det ligger i den östra delen av landet, 800 km öster om huvudstaden Bogotá.